# Hundafoss
Hundafoss è una cascata alta 24 metri situata all'interno del Parco nazionale Skaftafell, nella regione dell'Austurland, nella parte sudorientale dell'Islanda.

## Descrizione
La cascata si trova nel territorio comunale di Hornafjörður, ed è inclusa nel Parco nazionale Skaftafell. Hundafoss è posta lungo il corso del fiume Stórilækur (in lingua islandese: grande ruscello), al di sotto di altre due cascate Svartifoss e Magnúsarfoss, ma prima della Þjófafoss. Il salto complessivo d'acqua raggiunge i 24 metri, con una larghezza iniziale di 2 metri. Il ruscello non ha normalmente una grande portata d'acqua, all'infuori del periodo di fusione della neve, quando le sue dimensioni aumentano considerevolmente.
Un'altra cascata che porta lo stesso nome, Hundafoss, si trova lungo il corso del fiume Dynjandisá, a valle delle più celebre cascata Dynjandi, nella regione dei Vestfirðir, i fiordi occidentali dell'Islanda.

## Accesso
Hundafoss è la prima e la più alta delle tre cascate che si incontrano lungo il popolare sentiero che dal parco Skaftafell conduce alla più conosciuta cascata Svartifoss, ma la segnaletica è piuttosto scarsa per cui la cascata è poco frequentata. Il ruscello inoltre cade nella stretta gola Bærjargil, le cui pareti sono abbondantemente ricoperte di vegetazione che riduce notevolmente la visibilità della cascata.